# Moment Joon
Moment Joon（モーメント・ジューン、1991年 - ）は、日本在住のラッパー。

## 人物
大韓民国生まれ。「移民ラッパー」を名乗る。2010年、大阪大学に留学し、休学して2012年から21か月間、兵役につき、現在、大学院（音楽学）に在学中。本名、キム・ボムジュン。自宅の住所まで公開している。
小説も執筆している。
短歌の新人賞「第5回笹井宏之賞」の選考委員に就任。

## ディスコグラフィ
- M O M E N T S（2015年）
- Immigration EP（2019年）
- Passport & Garcon（2020年）

## 著作
- 『日本移民日記』（岩波書店、2021年）